# بيتر أورورك
بيتر أورورك (بالإنجليزية: Peter O'Rourke)‏ (1 يونيو 1873 في المملكة المتحدة - 10 يناير 1956 في المملكة المتحدة) هو مدرب كرة قدم ولاعب كرة قدم بريطاني (وحمل سابقاً جنسية المملكة المتحدة لبريطانيا العظمى وأيرلندا) في مركز قلب الدفاع. لعب مع برادفورد سيتي ونادي بيرنلي ونادي تشيسترفيلد ونادي سلتيك ولينكولن سيتي أف سي ونادي لانارك الثالث.

## وصلات خارجية
- بيتر أورورك على موقع Soccerbase.com (مدرب) (الإنجليزية)